# Centristes de Catalunya-UCD
Centristes de Catalunya-UCD (en español Centristas de Cataluña-UCD) fue un partido político español de ámbito catalán nacido durante la Transición, en 1979, que constituía la representación de la UCD en Cataluña.

## Historia
Su origen se encuentra en las desavenencias en el seno de Unió Democràtica de Catalunya entre los sectores más identificados con el nacionalismo catalán y los partidarios de la integración en la UCD. El líder de los partidarios de la unión con la UCD era Anton Cañellas. En 1978, Cañellas era el líder de UDC, pero tras una votación en el séptimo congreso de UDC en la que se debía decidir la trayectoria de la formación, rechanzando la alianza con la UCD, Cañellas mantuvo su postura, por lo que fue expedientado y posteriormente expulsado del partido. En aquel momento, Antón Cañellas y 300 militantes fundaron un nuevo partido político, denominado Unió Democràtica Centre Ampli (UDCA). Cañellas pretendía construir un gran partido de centro en Cataluña coaligado en España "a la alemana" (de modo similar a la relación entre la CDU y la CSU de Baviera). Quería, por tanto, ser hegemónico en Cataluña, como lo es la CSU en Baviera, la cual, desde el periodo posterior a la Segunda Guerra Mundial hasta hoy, se han mantenido en el gobierno, salvo en dos cortas excepciones  entre 1945 y 1946 y entre 1954 y 1957.
El partido de Cañellas se unió a Unió de Centre Català y la federación catalana de la UCD para formar una coalición electoral para las elecciones generales de 1979, la cual se denominó Centristes de Catalunya-UCD. La coalición presentó como candidatos a Carlos Sentís (cabeza de lista por Barcelona) y Anton Cañellas (número dos). Se consiguieron unos buenos resultados tanto en Cataluña como, por parte de la UCD, en el conjunto de España, lo que hizo que Adolfo Suárez, candidato a la presidencia por la formación centrista, consiguiese la mayoría en el Congreso de los Diputados y formara gobierno. CC-UCD consiguió en Cataluña 570.948 votos, el 19,35% del votos y 12 diputados. Además, quedó en segunda posición, por detrás del PSC y por delante del PSUC, CiU, ERC y CD. El buen resultado se repitió en las elecciones municipales de 1979, en las que obtuvo 362.405 votos (13,52%) y un total de 1.272 concejales. El 23 de diciembre de ese año la coalición se transformó, con un congreso en Gerona, en un partido político unificado y autónomo dentro de la Unión de Centro Democrático, si bien una buena parte de los militantes de UCC, más próximos al nacionalismo catalán, no se incorporaron al proyecto, recalando en Convergència Democràtica de Catalunya. Cañellas fue elegido presidente y Julià Valón secretario general. Otros dirigentes destacados fueron Eduardo Punset, Manuel de Sárraga, Marcelino Moreta y Vicente Capdevila.
En las elecciones al Parlamento de Cataluña de 1980 Anton Cañellas encabezaba la candidatura por Barcelona, obteniendo el partido 18 diputados en el Parlamento que fueron decisivos a la hora de formar gobierno. Jordi Pujol, candidato de CiU y vencedor de las elecciones con 43 diputados, formalizó un pacto con los 14 diputados de ERC. Pero CiU y ERC no sumaban los 68 diputados necesarios para la mayoría absoluta y Cañellas decidió darle sus 18 votos, con lo que Pujol fue elegido en segunda vuelta. Sin embargo, Pujol no le agradeció su gesto y prefirió la candidatura de Heribert Barrera, de ERC, como presidente del Parlamento, sin apoyar a Cañellas, cuyo partido tenía más escaños que ERC. Cañellas no se presentó y Barrera fue elegido con los únicos votos en contra del PSUC.
Centristes de Catalunya intentó infructuosamente disputar el espacio de centroderecha en Cataluña a la coalición CiU, pero los acuerdos a nivel estatal entre UCD y CiU condenó al partido a dar un apoyo permanente al gobierno de Jordi Pujol. En 1982 la UCD se encontraba en plena desintegración y lo mismo le sucedió a Centristes de Catalunya, que sufrió diferentes escisiones hacia Centro Democrático y Social, Alianza Popular y Convergència Democràtica de Catalunya. En las elecciones generales de 1982 sólo obtuvo 70.235 votos (2,04%) y no obtuvo representación parlamentaria. Desapareció cuando se disolvió UCD en 1983. De los 18 diputados elegidos en las elecciones catalanas de 1980, al final de la legislatura (1984) sólo quedaban ocho, habiendo los otros diez abandonados el partido. Cañellas y otros dos diputados pasaron al Grupo Mixto, sin adscripción política, como centristas independientes; Eduardo Punset (que había sido número dos de la candidatura) pasó a CiU y seis diputados pasaron al CDS.

## Resultados electorales
Municipales
- Elecciones municipales de 1979: 362.405 votos (13,52%): 1.272 concelajes de 8.268 (2.ª posición)

Autonómicas
| Comicios | Cabeza de lista | Posición | Votos   | %                | Escaños | Gobierno  |
| -------- | --------------- | -------- | ------- | ---------------- | ------- | --------- |
| 1980     | Antón Cañellas  | 4°       | 286 922 | \| \| 10,55 % \| | 18/135  | Oposición |
|          | 10,55 %         |          |         |                  |         |           |

Generales (porcentaje respecto del electorado catalán)
| Elecciones | Votos   | % de votos | Escaños | +/- | Posición |
| ---------- | ------- | ---------- | ------- | --- | -------- |
| 1977a      | 515.293 | 16,91%     | 9/47    | -   | 3.º      |
| 1979       | 570.948 | 19,35%     | 12/47   | 3   | 2.º      |
| 1982       | 70.235  | 2,04%      | 0/47    | 12  | 6.º      |

a Resultado de UCD en Cataluña.